# Tomocerus vulgaris
Tomocerus vulgaris är en urinsektsart som först beskrevs av Tycho Fredrik Hugo Tullberg 1871.  Tomocerus vulgaris ingår i släktet Tomocerus och familjen långhornshoppstjärtar. Arten är reproducerande i Sverige. Inga underarter finns listade i Catalogue of Life.